# Murchante
Murchante – gmina w Hiszpanii, w Nawarze, o powierzchni 13,22 km². W 2011 roku gmina liczyła 3758 mieszkańców.